# Karl Brandi
Pour les articles homonymes, voir Brandi.
Karl Brandi (né le 20 mai 1868 à Meppen ; mort le 9 mars 1946 à Göttingen) est un historien allemand.